# Max Seither
Max Seither (* 7. Februar 1914 in Herxheim bei Landau/Pfalz; † 12. Mai 2003 in Bellheim) war ein deutscher Politiker.

## Leben
Seither beantragte am 27. Oktober 1940 die Aufnahme in die NSDAP und wurde zum 1. Januar 1941 aufgenommen (Mitgliedsnummer 8.383.040). Er war seit 1947 Mitglied der Sozialdemokratischen Partei Deutschlands (SPD).
Vom 6. Oktober 1953 bis 19. Oktober 1969, in der 2. bis zur 5. Wahlperiode, war er Mitglied des Deutschen Bundestages. Bei der Bundestagswahl 1961 gewann er das Direktmandat im Wahlkreis Neustadt an der Weinstraße, sonst wurde er stets über die Landesliste der SPD in Rheinland-Pfalz gewählt.
Ab Juni 1969 war er erster Bürgermeister der neugebildeten Gemeinde Lustadt.

## Ehrungen
- 1968: Verdienstkreuz 1. Klasse der Bundesrepublik Deutschland
- 1994: Ernennung zum Ehrenbürger in Lustadt
- 2017: In Herxheim bei Landau/Pfalz wurde die Straße „Max-Seither-Ring“ nach ihm benannt